# 164 (szám)
A 164 (százhatvannégy) a 163 és 165 között található természetes szám.
A 164 két négyzetszám összege:
{\displaystyle 10^{2}+8^{2}=164}